# Subregió d'Adana
La subregió d'Adana (TR62) és una de les 26 subregions estadístiques de Turquia.

## Regions de tercer grau (províncies)
- Província d'Adana (TR621)
- Província de Mersin (TR622)